# Distrito histórico de Bay Shore
El Distrito histórico de Bay Shore  es un distrito histórico ubicado en Miami, Florida. El Distrito histórico de Bay Shore se encuentra inscrito como un Distrito Histórico en el Registro Nacional de Lugares Históricos desde el 2 de octubre de 1992.  

## Ubicación
El Distrito histórico de Bay Shore se encuentra dentro del condado de Miami-Dade en las coordenadas 25°49′46″N 80°10′57″O / 25.829319, -80.182625.